# Colibrí mango pitverd
El colibrí mango pitverd (Anthracothorax prevostii) és una espècie d'ocell de la família dels troquílids (Trochilidae) que habita zones obertes amb arbres, boscos poc densos i manglars per ambdues vessants de Mèxic, incloent Yucatán, Amèrica Central fins a Costa Rica, oest i nord-est de Colòmbia i nord de Veneçuela.